# Xylodectes ornatus
Xylodectes ornatus is een keversoort uit de familie boorkevers (Bostrichidae). De wetenschappelijke naam van de soort is voor het eerst geldig gepubliceerd in 1897 door Lesne.